# Thüringer Ministerium für Umwelt und Landesplanung
Das Thüringer Ministerium für Umwelt und Landesplanung war ein Ministerium des Freistaates Thüringen mit Sitz in Erfurt, das von 1990 bis 1994 Bestand hatte. 
Das Ministerium war in der ersten Legislaturperiode der Thüringer Landesregierung für die Aufgaben der Umweltverwaltung und Landesplanung zuständig. Minister für Umwelt und Landesplanung war Hartmut Sieckmann (FDP). Nach der Landtagswahl in Thüringen 1994 wurde das Ministerium für Umwelt und Landesplanung mit dem Thüringer Ministerium für Landwirtschaft und Forsten zum Thüringer Ministerium für Umwelt und Landwirtschaft zusammengefasst.